# Discovery Seamounts
I Discovery Seamounts sono una catena di montagne sottomarine situata nella parte meridionale dell'Oceano Atlantico, che include anche il Discovery Seamount, la montagna che dà il nome all'intera catena.

## Descrizione
La catena sottomarina si trova a circa 850 km a est dell'Isola Gough e un tempo doveva innalzarsi al di sopra del livello della superficie del mare. Da queste montagne sommerse sono state asportate nel corso del tempo una varietà di rocce vulcaniche, di dropstone e di sedimenti. 
I Discovery Seamounts si presentano come una catena vulcanica controllata dal punto caldo Discovery, che ha iniziato la sua attività nell'oceano, o nei campi di kimberlite del Cretacico nel sud della Namibia, o nella grande provincia ignea del Karoo-Ferrar. La catena si è formata tra 41 e 35 milioni di anni fa. Si ritiene che attualmente il punto caldo si trovi a sudovest dei vulcani sottomarini, in zona della dorsale medio atlantica dove sono presenti delle anomalie geologiche che possono riflettere la presenza di un punto caldo.

## Denominazione e scoperta
I Discovery Seamounts sono stati scoperti nel 1936 dalla nave da ricerca inglese RRS Discovery II e furono inizialmente denominati Discovery Bank dall'equipaggio della nave da ricerca tedesca Schwabenland. Nel 1963 la catena ricevette il nuovo nome di Discovery Tablemount. Nel 1993 la General Bathymetric Chart of the Oceans trasferì la denominazione Discovery Bank a un'altra montagna sottomarina nelle Isole Kerguelen, assegnando la denominazione Discovery Seamounts a questa catena.

## Geografia e geomorfologia
I Discovery Seamounts sono un gruppo di montagne sottomarine situate circa 850 km a est dell'Isola Gough, che si estendono in direzione est-ovest per oltre 611 km. Questi rilievi sottomarini si innalzano fino a una profondità di 400500 m e hanno la caratteristica forma tronco-conica, effetto dell'erosione della parte superiore durante il periodo di emersione, tipica dei guyot; questo implica che in passato si elevavano al di sopra della superficie del mare. La profondità minore raggiunta da un picco del gruppo è di 426 m, anche se una profondità di 389 m è stata riportata per il Discovery Seamount. La catena sottomarina viene talvolta indicata anche come Discovery Rise e suddivisa in un braccio nordovest e uno sudest.
La più grande di queste montagne sottomarine è il Discovery Seamount, che data la sua forma potrebbe in passato essere stato un'isola. La montagna è ricoperta di sedimenti che contengono fossili, che sono stati utilizzati per dedurre le condizioni paleoclimatiche della regione durante il Pleistocene. Alcuni sedimenti appaiono essere conseguenza di trasporto glaciale; anche altre evidenze sono state utilizzate per ipotizzare che la montagna abbia subito una subduzione di circa 500 m durante il tardo Pleistocene.Una delle altre vette della catena è stata denominata Shannon Seamount.
La crosta sottostante al Discovery Seamount ha un'età di circa 67 milioni di anni, assegnandola quindi al Cretacico superiore. Nei dintorni è localizzata una zona di frattura, cioè un sito di debolezza della crosta.